# Cursi
Cursi – miejscowość i gmina we Włoszech, w regionie Apulia, w prowincji Lecce.
Według danych na rok 2004 gminę zamieszkiwały 4122 osoby, 515,2 os./km².